# Сандоваль, Пабло
Пабло Эмилио Сандоваль (англ. Pablo Emilio Sandoval, род. 11 августа 1986, Пуэрто-Кабельо) — венесуэльский профессиональный бейсболист, выступающий на позиции игрока третьей базы клуба Главной лиги бейсбола «Сан-Франциско Джайентс». Сандоваль двукратный участник матча всех звёзд МЛБ и дважды вместе с «Джайентс» выигрывал Мировую серию. В первой игре 2012 Мировой серии он сделал три хоум-рана, став четвёртым игроком в истории лиги, сделавшим три хоум-рана в игре Мировой серии, и был назван самым ценным игроком Мировой серии.

## Ранняя жизнь
Пабло Сандоваль родился 11 августа 1986 года в Пуэрто-Кабельо (Венесуэла) в семье Пабло-старшего и Амелии Сандоваль. Уже в детстве он начал увлекаться бейсболом и тренировался со своим старшим братом Майклом в пустом гараже. Его любимыми игроками были Омар Визкел (позже они будут играть вместе в «Джайентс») и Андрес Галаррага. Хотя Пабло родился левшой, он хотел играть на позиции шорт-стопа, как Визкел, поэтому в возрасте девяти лет научился бросать мяч и правой рукой. Хотя умение кидать обеими руками сохранилось и в более позднем возрасте, в матчах он бросает правой рукой.

## Профессиональная карьера

### Бостон Ред Сокс (2015—н.в.)
24 ноября 2014 года Сандоваль подписал пятилетний контракт (с возможностью клуба продлить его ещё на один год) на сумму 100 млн долларов с «Бостон Ред Сокс». Официально подписание соглашение было объявлено днём позже — 25 ноября. Сам Пабло так высказался по поводу своего перехода в новую команду: «Это было тяжёлое решение для меня. Мне потребовалось много времени, что быть уверенным, что я делаю правильное решение…Но мне хотелось новых вызовов. Я сделал этот выбор, чтобы быть здесь, в Бостоне, потому что мне был нужен новый вызов».

## Выступления в Венесуэле
Как и многие другие венесуэльские игроки МЛБ, зимой Сандоваль играет в Венесуэльской зимней лиге, где он выступает за клуб «Навегантес дель Магелланес». В 2013 году он помог «Навегантес» завоевать чемпионский титул впервые с 2002 года. Сам Пабло был назван самым ценным игроком плей-офф. После победы в родном чемпионате Сандоваль сказал: «Ни что не сравниться с чемпионским титулом здесь, в Венесуэле с Навегантес. Однако это нельзя сравнить с победой в Мировой серии, так как это совсем разные вещи. Однако это особое чувство быть чемпионом здесь».